# Daniel Goldin
Daniel Saul Goldin född 23 juli 1940 i New York i USA, var NASA:s 9:e och längst sittande administratör, från 1 april 1992 till 17 november 2001. Han utsågs av USA:s dåvarande president George H. W. Bush.